# Ben More Assynt
Ben More Assynt (en gaélico escocés Beinn Mhòr Asaint pronunciado [peiɲ voːɾ ˈas̪əɲtʲ]) es una montaña en Assynt en el extremo noroeste de Escocia (Reino Unido), a 30 kilómetros NNW de Ullapool. El nombre quiere decir "la gran montaña de Assynt", y con una altura de 998 metros es el punto más alto del condado de Sutherland.
La montaña queda en el este de Assynt, apartada de las montañas más conocidas de la zona, más dramáticas, aunque de menor altura, como Suilven. Se esconde del viajero por la carretera A837 por el adyacente munro de Conival, y las mejores vistas de él se obtienen desde las cumbres cercanas. Las laderas más altas de la montaña están cubiertas de salientes de cuarcita de color claro, lo que le dan una apariencia muy distintiva.
Más de 90 km² de tierra alrededor del Ben More Assynt han sido declarados un Site of Special Scientific Interest (SSSI) debido a su interés geológico y raras especias vegetales.
- Wikimedia Commons alberga una categoría multimedia sobre Ben More Assynt.

- Datos: Q2180977
- Multimedia: Ben More Assynt / Q2180977